# Svarttjärnen (Åsarne socken, Jämtland, 696325-140280)
Svarttjärnen är en sjö i Bergs kommun i Jämtland och ingår i Ljungans huvudavrinningsområde. Sjön har en area på 0,0907 kvadratkilometer och ligger 499,5 meter över havet.

## Delavrinningsområde
Svarttjärnen ingår i det delavrinningsområde (696246-140413) som SMHI kallar för Mynnar i Ljungans vattendragsyta. Medelhöjden är 517 meter över havet och ytan är 18,71 kvadratkilometer. Räknas de 6 avrinningsområdena uppströms in blir den ackumulerade arean 119,58 kvadratkilometer. Galån som avvattnar avrinningsområdet har biflödesordning 2, vilket innebär att vattnet flödar genom totalt 2 vattendrag innan det når havet efter 263 kilometer. Avrinningsområdet består mestadels av skog (75 procent). Avrinningsområdet har 0,09 kvadratkilometer vattenytor vilket ger det en sjöprocent på 0,5 procent.